# 杨府爷
杨府爷，又称杨府君、杨府神、杨真君、杨老爷、杨大爷，敕封福佑圣王，是中国东南沿海的民间信仰神祗，信众主要集中在温州。杨府爷的源流较多，早期主要司职海神，后在后世演变中逐渐变得全能。温州民间有着众多与之相关的宗教习俗。历来都有“父子一家皆得道，兄弟十洞赐封侯”的说法，杨府信仰不仅包括杨府爷，往往也包括妻子以及后代“十洞尊王”和“十洞夫人”等一家人，民间还会把他和洪州的陈府上圣、来历不明的白府上圣合祭，并称为“陈杨二府”或者“三府上圣”。

## 源流

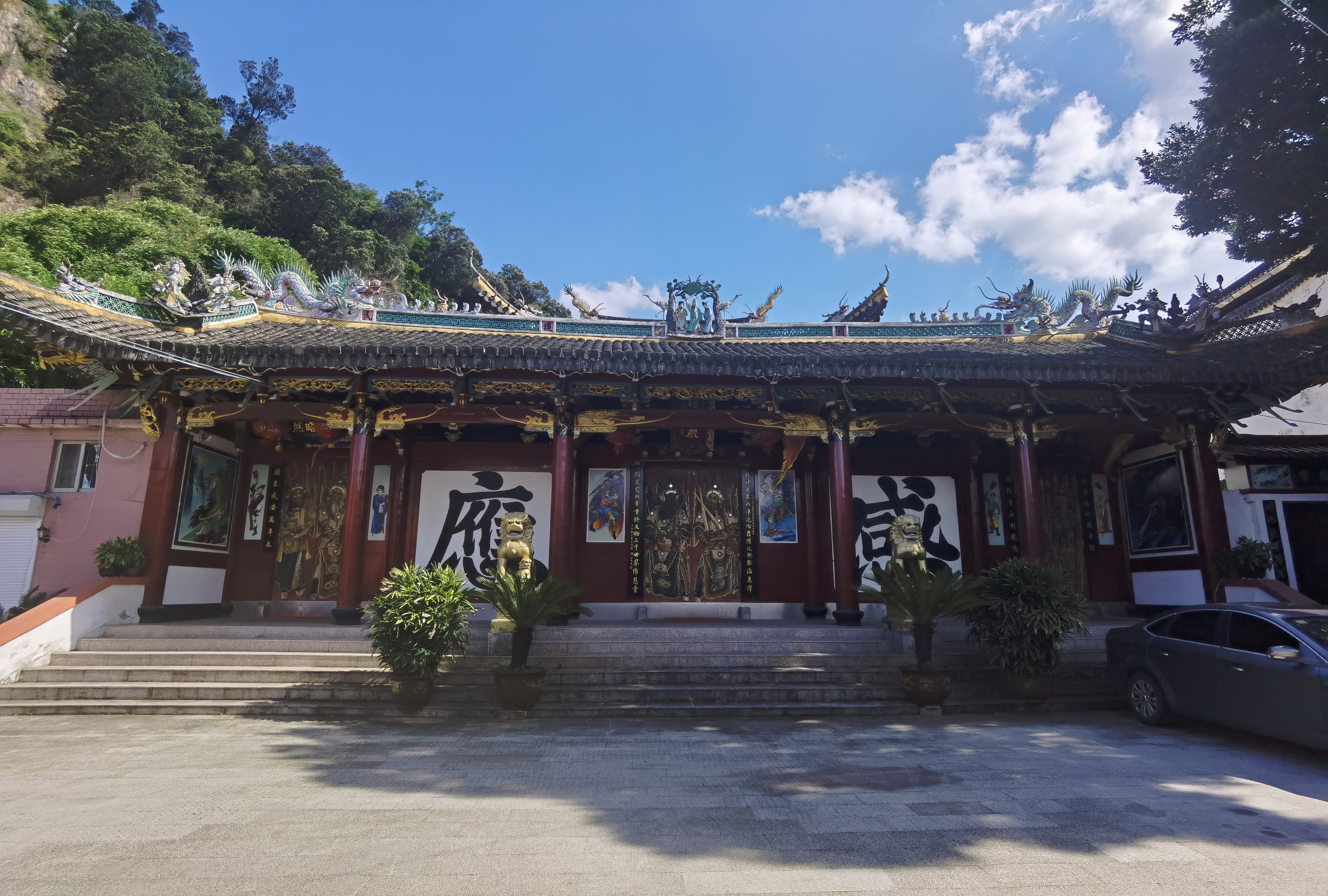
移建至山脚的北山杨府庙

有关杨府爷最早的记载来自于明代中期的《歧海琐谈》，这本书主要搜集宋元以来温州地方掌故，其中就记载了杨精义及杨府祖庙。根据《歧海琐谈》的记载，杨府爷本名杨精义，南梁时来到温州，并在温州从学于陶弘景，“以其气质未纯，难于印证，度为鬼仙，血食人间”。但同一时期的万历《温州府志》则记载“临海神杨氏，失其名，相传兄弟七人，修炼入山不见，后每著其异”。后来的光绪《永嘉县志》和民国《平阳县志》都认为杨府爷是杨精义，乃唐代在温州修炼得道成仙者，有十子俱入山修道成仙。许多地方的文献则也显示，杨精义是唐太宗时候的武进士，官封都督大元帅，父子两代人归乡后修道成仙。此外，民间也有说法称杨府爷是妖精修炼而成。例如龙港鲸头当地传说称杨府爷是山羊在鲸头的灵岩古洞修炼而成，因为古人认为山羊这种动物“至善至孝”，食草为至善，跪乳为至孝，而温州地区有关杨府爷的传说大多也与山羊有关。也有地方传说杨府爷是鸡角精。在宋代以前，杨府爷的主要说法就只有杨精义成仙和动物成精两种说法。
然而在民间故事中杨精义的“故里”——瑞安市碧山镇的渡头村却没有杨姓人家的存在。当地传说杨精义是唐代人，在前往福建的途中因为风浪被迫留在了台州（今临海市），后来迁徙此地，这里实际上并非杨精义的故里，这种说法可能符合《温州府志》“临海神”的说法，即“来自临海的神明”；在唐中宗时杨家受到奸人迫害，为躲避唐军追杀四散而逃，终不知所踪，其中八子杨国强不幸遇害。因此当地就杨家人的命运结局，在最主流的“拔宅飞升”之外，又有另外两种说法：第一种说法说杨家人中有人逃出生天，但是去向成谜；另一种说法是杨家人满门遇害，杨精义本人及子孙52人均无后人，因此当地就没有杨姓或者访故的杨姓。
杨府爷和杨家将的合流始于宋室南渡之后。根据温州文物处考证，温州海坛山海神庙海神原型原本为李德裕，南渡之后改为杨六郎，这可能是南渡的宋军带来的军队信仰。南宋灭亡之后，温州相继成为文天祥、陈元之、林大年等人抗元的基地，元朝占领温州之后便不太可能允许继续祭祀原本宋军信仰的杨家将，杨六郎不得不匿名改稱杨府爷。杨家将与杨府爷信仰在宋代的合流有利于南渡的北方统治阶级，皇权借助杨府爷的权威巩固了在地方的势力，从而提升了北方移民的影响力。杨家将与杨府爷的合流也可能与福建移民有关，民间传说中有杨文广南征除妖收服七十二洞妖精的故事，这一故事很可能是福建传说《杨文广平闽十八洞》的变体，实际上是温州的福建移民信仰与温州本土杨府爷信仰结合的产物，如今温州80%以上都是福建移民后裔，这些移民不仅带来杨家将信仰，还带来了妈祖、临水夫人等信仰。
1990年移建的杨府祖庙《北山杨府庙移建志》则结合了杨精义和杨家将传说，串联了许多民间传说，碑文称杨精义出生于唐贞观十八年（644）五月二十四日辰时，咸亨二年（671）中武进士出身，官至都督大元帅，长年在山西做官，晚年辞官回乡，云游至瑞安北山（今杨府山）建松古寺得道成仙，松古寺也就是后来的祖庙，尸解著於鯨頭灵岩，而他的子孙后代中就有杨令公。杨家将故事也与精怪出身的杨府爷故事合流，例如收服七十二洞故事中杨文广念在鸡角精出身的杨精义为同姓，因此放了他一马，让他造福一方。同一则故事中，山羊精在被杨文广收服之后，成为了他的左右护法，山羊在某种程度上也成为杨府爷的象征。
杨府爷的信仰也可能和当地的祖先崇拜、联宗合祀的习俗有关，在温州许多村落仍然保留祭祀自己同姓神祇的习俗，例如苍南的林姓村落主要祭祀林泗爷，陈姓祭祀陈府上圣，包姓祭祀包公大帝，汤姓祭祀汤三圣母，而杨姓村庄自然普遍信仰杨府爷。

## 神职与敕封

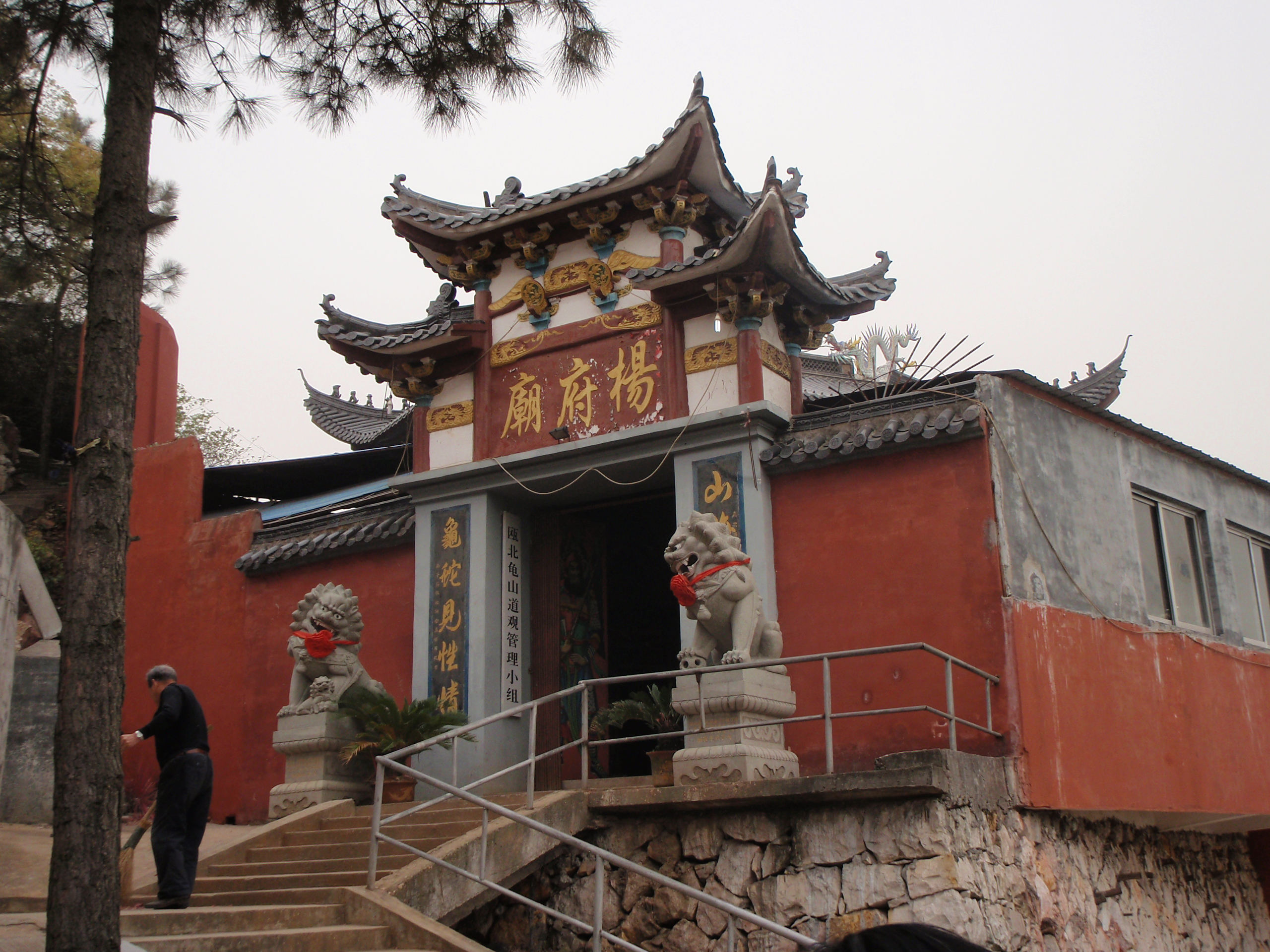
温州永嘉縣龜山杨府庙

在明代以前，杨府爷只是一种流行于沿海地区的小众神明，并未见诸记载，主要职能是水神、海神，但明代之后杨府庙和相关记载大量涌现，这和当时温州所遭遇的倭寇入侵有关，杨府爷的神职也开始向全能发展。
杨府爷的海神性质与温州地区的自然与人文条件有关，温州地处东南沿海台风活动区，人口集中在低平的沿海平原，经济活动与海洋有极大关联，受到水灾影响很大，同时温州也是百越活动区域，自古好巫重鬼，民间信仰活跃，海神不论在官方还是民间都有极高地位。相较之本地百越人祭祀的东瓯王庙，移居温州的汉人与云游温州的杨府爷联系更为密切，自下而上成为温州人心目中的海神。明代的倭寇更是加深了杨府爷的海神形象，温州在明代不到300年来有170多年处于倭乱之中，杨府爷于军队就是制御倭寇的杨家将，传闻中能够在倭寇手中解救渔民、协助明军击败倭寇等等云云。温州民间传说《杨文广南蛮平妖》则称杨文广随狄青南下平寇，在处州收服牛头寨，在瑞安降服妖道，在乐清攻破红莲寨，因此在宋朝敕封“福佑真君”，顺治年间敕封“福佑圣王”。作为当时军民百姓普遍信仰，其信仰度远及杭州、湖州、台州和闽东地区，这些区域的杨府爷信仰都和温州人对外移民有关。
除了沿海地区海神信仰外，杨府爷还需要兼顾内陆地区的多样化需求，因此所护佑的各式各样。在温州鹿城牛山杨府庙和瓯海南白象洞文观，当地人的生活已经和出海的渔民大相径庭，因此“有求必应”、“报答洪恩”的杨府爷自然而然“神通广大”、“威灵显赫”，兼顾了求子、求财、求上进等等城市居民的需求。杨府爷也随着移民深入内陆地区，在温州文成传说杨府爷会帮助农民收割稻谷，而且人们还可以通过杨府爷预知台风、管理农事，体现了农业神的特点。山区地区的杨府爷信仰则体现了山区人民的农业生产方式，人们对杨府爷最大的祈求就是保佑来年风调雨顺、五谷丰登。
根据文献或碑刻，杨府爷曾经收到过唐、宋、清3次敕封，第一次是唐代宗广德元年（763年）诏赠“太老仙翁正直真君“，第二次是宋太宗淳化元年（990年）或宋神宗熙宁七年（1074年）救封“圣通文武德理良横福德显应真君”，第三次是清同治六年（1867年）敕封“福佑圣王”，其中只有清代同治敕封为真。事缘咸丰五年（1855年）乐清瞿振汉率领东乡村民抗税暴动，遭到素有不和的西乡居民镇压，临阵脱逃的乐清知县冒功领奖，事后为平息西乡居民怨气，宣称是西乡居民受到杨府爷显灵感召奋起平叛，双方因此向皇帝请愿加封，当地乡绅花费数年时间收集资料上报朝廷，最终杨府爷在同治六年（1867年）被清政府敕封为“福佑圣王”。

## 习俗

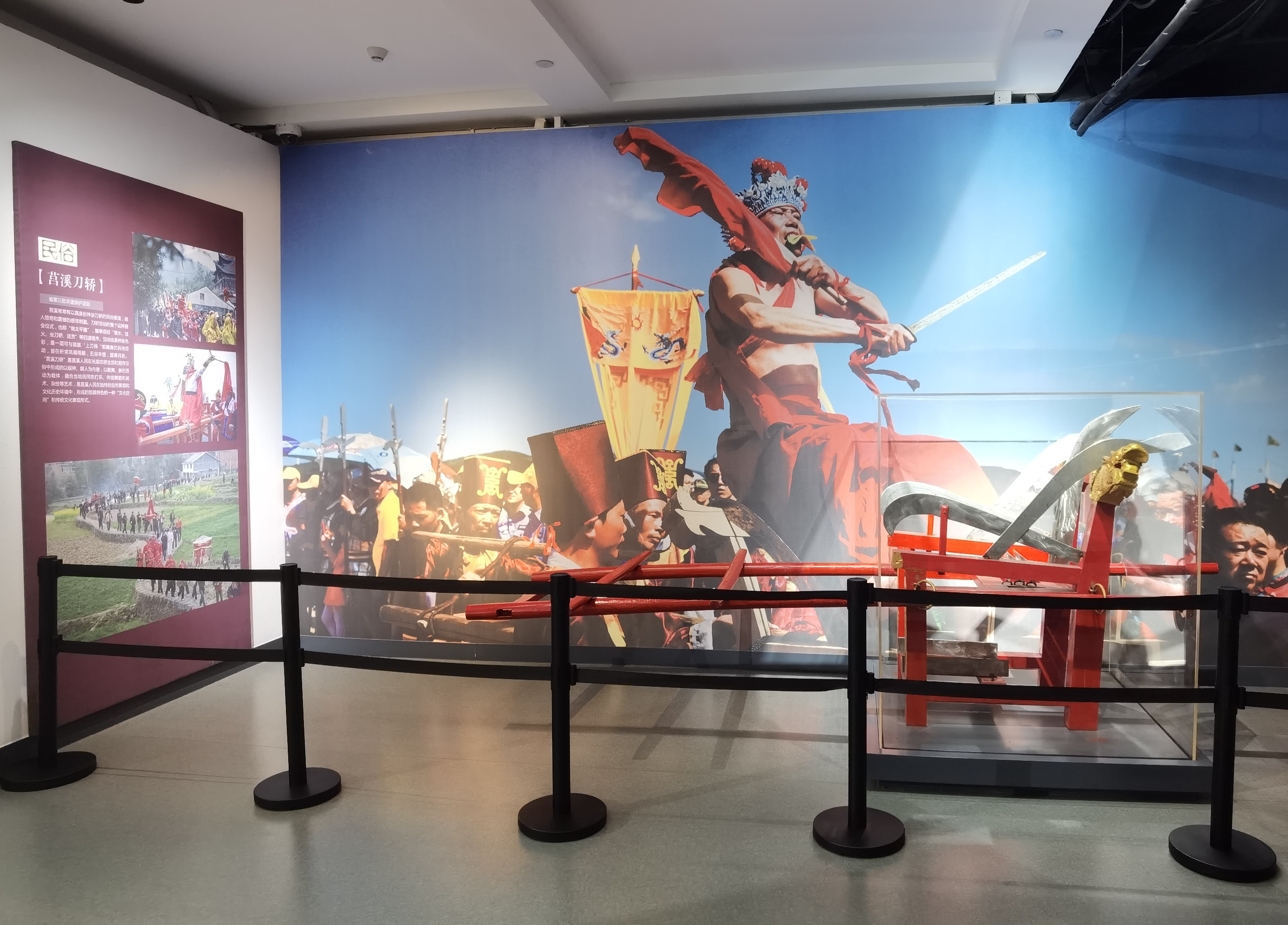
莒溪刀轿

杨府爷是中国东南沿海仅次于妈祖的第二大海神信仰，信徒主要集中在温州，其祭祀活动主要围绕水展开。
龙港鲸头杨府殿是浙南闽北相对知名的杨府庙，当地在正月的初一至十五都会举行“划太平龙”的活动祭祀杨府爷，吸引周围浙闽边境六县信众参与，早在清代康熙年间就有记载。仪式分为杀龙猪、摆殿、扎龙、请香信、祈禳、龙队组成、划龙7步，其中祈禳可以细分为祭龙、净龙、参龙、开龙眼4步，信众主要将大量竹扎纸船烧给杨府爷，祈求地方的吉庆太平。平阳鳌江的“划大龙”则起源于当地杨府殿的祈神仪式，所谓“大龙”是40米长、分16节的竹扎纸龙，数百人举起大龙走村过巷，在各个村子停下祭拜一番，最后把大龙绑在板凳上烧掉。参龙则是祭祀时的说唱，锣鼓唢呐声中参龙师傅念词祈祷太平，念完祭词之后也可能会有唱戏。江南垟的端午节龙舟竞渡会祭奠屈原和杨府爷、陈府上圣，当地相传陈府上圣为杨府上圣的舅父，同时划龙舟容易出现倾覆、溺水乃至于引发宗族械斗，因此总要赛前祭奠以佑太平。台州葭沚的“送大暑船”仪式中需要分别到本保庙、乡主庙、杨府庙迎圣，当地渔民也将杨府爷杨六郎视作渔民的保护神、乃至于地方保护神。
瑞安桐浦、碧山、陶山等地每年在农历五月十八会举办一场“拦垟福”祭祀杨府爷，所谓“拦垟福”就是拦住田地（田垟）的福气，祭祀是为让杨府爷降伏虫害，保佑五谷丰登、事事平安。苍南莒溪还有“坐刀轿”的习俗，让杨府爷的“童子”坐在布满刀子的轿子里，当地传说刀轿是杨府爷的“武轿”，但源流并不明确。
在杨府爷信仰习俗中，太平龙划新春、鳌江划大龙、温州参龙、莒溪刀轿均为浙江省非物质文化遗产，其中鳌江划大龙的龙舞、台州送大暑船名列国家级非物质文化遗产。